# 双纹须蚶
双纹须蚶（学名：Barbatia bistrigata），是魁蛤目魁蛤科胡魁蛤属的一种。主要分布于马来西亚、中国大陆，常栖息在潮间带至潮下带36米。